# 黑沙公園和黑沙海灘公園
黑沙公園和黑沙海灘公園（簡稱黑沙公園）（葡文：Parque de Hác-Sá），是位於澳門路環島黑沙海灘旁的公園。
黑沙公園面積約有18750平方公尺，1985年落成啟用，其園內提供不少康體設施，包括：游泳池、網球場、羽毛球場、電動車遊樂場、兒童遊樂區、小型高爾夫球場、綜合性體育場及野餐區等，另其中有6300平方米的綠化區，更種植了不同形態的園藝植物。公園還設有農耕場，供市民體驗農耕樂趣。黑沙海灘休憩區佔地約2萬平方公尺，其內提供兒童公園、燒烤野餐區、渡假房屋與露營場地，讓遊客享受黑沙海灘之美景。

## 歷史
自1973年以來，黑沙公園現址先後進行多次考古研究。在2007年7月21日，發現了四千年前的房屋基址。
黑沙公園還是1995年和2006年澳門兩次考古發掘的場地：首次發掘發現一處疑是新石器時代晚期玉石飾物的作坊遺跡，出土各種玉石製品，包括水晶環玦、石芯、石英素材、石片和石核等文物，為中國古玉方面的研究提供重要線索；2006年經過再次深入發掘及研究，發現了4000年前村落房址遺跡，對探索黑沙附近史前人類生活面貌起一定作用。兩次考古發掘的發現對澳門及東南亞的考古學有著重要的意義。
2010年，民政總署分階段在黑沙海灘沿岸建造結構堤岸及增加休憩、衛生設施，分三期進行，包括於堤岸建造總長830米的鋼筋水泥結構物，以鑽孔樁將結構牆定位及牢固，有關工程起到鞏固堤岸和使用安全的作用，第三期工程完成後，堤岸築至沙灘尾部近籃球場。
2015年，民政總署對燒烤小販區進行重整工程，優化了小販區範圍整體環境，配合黑沙海濱走廊景觀，並調整行車道減少阻塞。按計劃將有關小販檔遷移至較接近黑沙海灘入口位置，形成一個休憩區，其內種植新的樹木及加設座椅，在提供休憩空間亦能改善小販檔的營商環境，有關工程於2016年8月30日完成。在重整燒烤小販區期間，亦同步開展下水道擴容和交通改道計劃，亦逐步更換停車場樹種，種植新的樹木及加設座椅。
2017年，民政總署對黑沙海灘休憩區內之兒童遊戲區進行重整，在佔地925平方米兒童遊戲區內，加入多元化的類型，分設2至5歲、5至12歲和6至17歲三個年齡層的遊戲設施，以迎合不同層面的兒童和青少年活動需求，設施按年齡層由南至北佈置。為結合沙灘環境，整個遊戲區地面材料均由鬆軟細砂鋪設，厚度約50厘米，邊界亦建有池圍及防撞膠以防止砂子的流失和增加安全性。
2019年7月31日，市政署於黑沙海灘公園增設哺乳室，位於園內露營場後方的石屋，外牆有哺乳室標誌，具無障礙通道，並有標示使用規則、對象及開放時間等。開放時間為上午8時至晚上10時，使用者必須於哺乳室旁的保安亭作登記使用。

## 黑沙公園部分設施

### 游泳池
黑沙公園泳池（葡萄牙語：Piscina do Parque de Hác-Sá）），位於澳門路環聖方濟各堂區黑沙公園內，於1985年落成，耗資1,500多萬元，按國際奧林匹克標準建造，長50公尺，有8條比賽線。
收費
| 類別               | 門票     |
| ------------------ | -------- |
| 公眾18歲或以上     | 15澳門元 |
| 學生證持有人       | 7澳門元  |
| 12歲或以下小童     | 5澳門元  |
| 65歲或以上之成年人 | 7澳門元  |

設施
有兩個游泳池，包括一個面積約1250平方米的國際標準池（水深1.2-1.8米），以及一個122平方米的兒童池(水深0.53-0.85米)，最多分別可容納250人及40人。池旁設可容納350人的看台。
開放安排
2022年開放安排中，孫中山泳池於5月1日至10月31日期間對外開放，共分為3節開放。第一節:07:00-11:00、第二節:12:00-16:00、第三節:17:00-22:30，而逢星期四第一節時段為清池時間暫停開放（若星期四為公眾假期，則泳池照常開放，並順延至假期後翌日第一節時段進行清池）。

### 開心農耕場
開心農耕場位於黑沙公園後方，初期佔地面積約5,000平方米，種植區佔6成，其餘還有展示區和果樹區。
市政署於2020年7月進行擴建工程，在擴建工程中將黑沙樹苗所的範圍納入其中，重整區內農圃和優化天然水塘，增加耕地由原來的七十塊至一百五十塊。優化後的黑沙開心農耕場主要分為苗圃區及農耕區，再按植物種類及功能特性細分為不同分區，於2020年11月6日起重新對外開放。
開放時間為09:00-18:00，一般進場參觀免費。

### 越野車場
2021年12月3日，市政署位於公園旁的土地臨時設置黑沙越野車場，車場設幼童區及青年區，首階段開放幼童區供5至12歲兒童使用，面積約2,700平方米，採用環保 設計概念，車道以天然沙石鋪面，車道全長約180公尺以車胎作分隔，兒童可駕駛現場出租的四輪車 在沙地上馳騁。票價為10澳門元，每票限入場一次， 每次最多一小時，於開放時間內逢整點發車，同一時段最多可容納20名兒童。幼童區開放時間為每年的5月至10月，逢周二至日及公眾假期的上午9時至下午6時；11月至翌年4月，逢周二至日及公眾假期的上午9時至下午5時。逢周一休息，如周一為公眾假期則照常開放，並於緊接的工作日補休。市民可透過「綠化設施預約系統（個人）」進行預約，可在預約時間內提前十五分鐘到現場購票準備入場，如在預約時間後十分鐘仍未辦理入場手續，預約將被取消及開放名額予在場等候之人士使用，每場次亦設有五個名額供沒預約人士。
2022年11月23日，於越野車場內新增出租單車服務，設網上預約及現場輪候方式租用。

## 未來發展

### 青少年活動體驗營
2021年3月16日，澳門特區政府採取跨部門聯合行動，收回鄰近路環黑沙海灘休憩區一幅約822平方米的國有土地。土地工務運輸局發出新聞稿中指出，本次行動收回的土地位於「黑沙海灘休憩區渡假房屋」對面，土地被人非法佔用，搭建木屋及建有水池，部分曾被用作耕地。土地工務運輸局向利害關係人發出勒遷通知告示，要求於限期內騰空並交還土地。鑑於自願遷離期限屆滿且相關土地尚未交還，特區政府於昨日採取跨部門聯合行動，將上述土地收回並作騰空及清遷整治。
2022年11月21日，行政法務司司長張永春引介2023年行政法務範疇施政方針時表示，當中於黑沙一幅已收回的霸地興建青少年活動體驗營，計劃於2023年分階段啟動工程，透過分佈在不同營區的各類設施，為青少年提供鍛煉身體和意志的地方。
2023年7月18日，黑沙海灘旁閒置土地及周邊開心農耕場等現有綠化休憩設施，總面積合共10公頃，包括分階段建設青少年活動體驗營，並改造現有步行系統，串聯周邊構建大型戶外綜合活動場地。其中體驗營分為十二個主題片區，包括空中滑索、歷奇塔、攀岩牆、立體網陣、兒童四輪車、成人越野單車場、滑板場、Wargame場、水上競技活動等新穎設施。同時設有露營場地、自然科普園、多功能活動大草坪、燒烤場、貫通全園區的單車徑及緩跑慢行步道等。同時興建不少於200個車位的多層停車場、活動中心、多用途場地、手工作坊、餐飲空間等不同類型的配套設施，日後將研究於週末或節假日安排接駁專線巴士來往石排灣至及體驗營，同時配合延伸路環環島人行道系統，鼓勵市民步行及公交出行，同時利用黑沙水庫郊野公園旁現有地下涵箱渠，改造成行人隧道，以便居民更安全的穿過黑沙馬路，直接前往黑沙海灘。
2023年7月24日，市政署再介紹青少年活動體驗營項目，佔地總面積10公頃，除設12個主題功能區、逾200個“水、陸、空”遊樂歷奇項目外，亦建設防洪排澇基建、停車場、活動中心、餐飲空間等一系列配套設施。體驗營規劃12個主題片區，設置逾200個適合不同年齡段的“水、陸、空”遊樂歷奇項目，包括全澳首個山地自行車場、佔地逾四千五百平方米的野戰遊戲場（Wargame）、六層高的中央大型歷奇塔、長逾五百米的多塔式多路線高空滑索等新穎設施，還配套佔地逾六千平方米的露營體驗區、逾四千五百平方米的中央大草地、自然小溪科普體驗區、兒童親水噴泉、自然科普園、多元水上競技、燒烤場等設施。項目設計公司按設計初稿估算費用約澳門元14億，在編製各種施工圖則後將有更準確的工程預算，市政署將聘請第三方專業機構核算工程預算是否合理，整個項目的最終造價會以公開競投判給的價格為準，市政署重申將嚴格控制不超出14億估算費用，以確保公帑的合理運用。
2023年11月20日，在2024年財政年度行政法務範疇施政辯論上，直選議員馬耀鋒等關注黑沙青少年活動體驗營的詳細規劃方案及預算，行政法務司司長張永春表示社會主要關注造價，重申14億元是設計公司初步估算，政府會研究控制工程造價，確保不會超出14億元，並爭取有所降低。
2025年4月17日，在2025年財政年度行政法務範疇施政辯論上，有議員關注黑沙青少年活動體驗營的進展，行政法務司司長張永春回應表示，青少年活動體驗營方案經優化及調整後，預算約為5至6億元，爭取年內進行招標和動工，預計2026年下半年先開放露營區和四輪車場，爭取於2027年第四季全部竣工試營運。

## 交通

### 公共巴士
C669 黑沙海灘（Praia de Hac Sá）
路線：15、15T、21A、26A、N3夏季

## 外部連結
- 黑沙公園 （页面存档备份，存于）
- 黑沙海灘公園(黑沙海灘露營場地暫停開放) （页面存档备份，存于）
- 開心農耕場 （页面存档备份，存于）
- 黑沙公園泳池 （页面存档备份，存于）